# Biblioteca Nacional de Burkina Faso
La Biblioteca Nacional de Burkina Faso (en francés: Bibliothèque nationale du Burkina Faso) es la biblioteca nacional y depósito legal de propiedad intelectual de Burkina Faso. La biblioteca está ubicada en la capital, Uagadugú y fue fundada el 6 de noviembre de 1996.
La legislación nacional determina el proceso de colección y preservación de patrimonio documental nacional, principalmente a través del depósito legal. Las leyes y los controles también gobiernan la publicación de la bibliografía nacional, el control bibliográfico y la administración de los identificadores ISBN y ISSN.
Según las Naciones Unidas, en 2014, el nivel de alfabetización entre la población adulta de Burkina Faso era de un 34 por ciento.

## Bibliotecas móviles
Con el objeto de llegar a lugares alejados, a las personas más desfavorecidas, o por la propia idiosincrasia del país, en varios lugares del continente africano se ha desarrollado la posibilidad de acercar los libros, bien mediante camellos (Kenia) o bien mediante utilización de burros y carretas (Etiopía). En Burkina Faso, la biblioteca nacional en  asociación con   Aprocol (Association pour la Promotion des Connaissances Livresques),  el medio más adecuado para ello parece ser la bicicleta, apoyada por una moto y dos carritos remolcadores diseñados para ello.